# Jenifer Estess
Jenifer Estess (Moline Illinois; 17 de febrero de 1963 – Manhattan; 16 de diciembre de 2003) fue una productora teatral estadounidense.
Creció en Harrison (Nueva York).
Comenzó su carrera como actriz después de graduarse en la Universidad de Nueva York con una licenciatura en teatro.
Fue cofundadora de la compañía de teatro Naked Angels (‘ángeles desnudos’) en Manhattan, de la que fue directora de producción hasta 1993.
También ayudó a fundar el Festival de Cine de Nantucket y el Festival de Películas de Mujeres de Nueva York.
En 1997 se le diagnosticó la enfermedad de las motoneuronas, una enfermedad degenerativa mortal.
En 2001 publicó sus memorias, Tales from the bed: on living, dying and having it all (‘cuentos desde la cama: acerca de vivir, morir y tenerlo todo’).
A partir de este libro, Estess produjo una película para televisión (Jenifer, en el canal CBS) que contó su historia y fue protagonizada por Laura San Giacomo (1962–). Al final de la película aparece Estess con sus hermanas Valerie y Alison (que continúan con su fundación).
Ese mismo año fue nombrada «Mujer del Año» por la revista Glamour.
También comenzó el Project ALS (proyecto ELA), que recauda fondos para encontrar una cura para la ELA (esclerosis lateral amiotrófica).
Para esta fundación recaudó más de 17 millones de dólares estadounidenses.
Estess murió de ELA en su apartamento en Manhattan el 16 de diciembre de 2003, a los 40 años.